# Корте Реал, Гашпар
Гашпа́р Ко́рте Реа́л (порт. Gaspar Corte-Real; 1450 — 1501) — португальский мореплаватель.
Сын португальского мореплавателя Жуана Кортириала, в 1472 году открывшего далеко на запад от Азорских островов «Новую землю трески» (Terra do Bacalhau), с которой некоторые отождествляют Ньюфаундленд. Достоверно известно, что он вместе с братом Мигелем сопровождал отца в этой экспедиции.
В 1500 году отправлен был королем Мануэлом I на поиски Северо-западного прохода в Азию. Достиг Гренландии, но не высаживался на ней, затем высаживался на Ньюфаундленде. 
В 1501 году вместе с братом Мигелем на трёх каравеллах отправился на поиски Северо-западного прохода снова. Достиг вместе с ним, по-видимому, Лабрадора, где поймал шесть десятков туземцев, которых Мигель на двух кораблях привёз в Португалию и продал в рабство. Сам Гашпар на третьем корабле отправился искать Северо-Западный проход и пропал без вести.
Не имея никаких известий о судьбе брата, Мигель отплыл в 1502 году на его поиски и также пропал без вести.